# Anna Dolata
Anna Maria Dolata, född 20 februari 1976 i Kungsholms församling i Stockholm, är en svensk scenograf och kostymdesigner.

## Biografi
Anna Dolata är dotter till Olga Belonoschkin, projektledare och utbildningskonsulent på Dramatiska Institutet och skådespelaren Jan Dolata.
Dolata utbildade sig på Konsthögskolan i Stockholm och Nordiska Scenografiskolan i Skellefteå samt vid Dramatiska institutet.[källa behövs]
Hon har mest arbetat med teater, men även med film och reklamfilm samt stillbild.

## Teater (ej komplett)
| År   | Produktion             | Upphovsmän                          | Regi               | Teater                             | Noter                       |
| ---- | ---------------------- | ----------------------------------- | ------------------ | ---------------------------------- | --------------------------- |
| 2008 | Fem gånger GUD         | Jonas Hassen Khemiri                | Sara Gise          | Riksteatern                        | Scenografi och Kostymdesign |
| 2009 | Svensk såld            | Gertrud Larsson                     | Ellen Lamm         | Scenkonst Sörmland                 | Scenografi och kostymdesign |
| 2015 | Blomma blad en miljard | Dockhaveri                          | Carl Johan Karlson | Ung scen/öst                       | Scenografi och kostym       |
| 2016 | Alltet                 | Ann-Sofi Barány                     | Gustav Deinoff     | Unga Klara, Stockholms stadsteater | Scenografi                  |
| 2016 | Forever Alone          | Elmira Arikan                       | Farnaz Arbabi      | Unga Klara, Stockholms stadsteater | Scenografi och kostymdesign |
| 2017 | Bröderna Lejonhjärta   | Astrid Lindgren                     | Peter Elmers       | Borås stadsteater                  | Scenografi och kostymdesign |
| 2017 | Svärdfisken            | Damien Millar                       | Daniel Rylander    | Byteatern, Riksteatern             | Scenografi och kostymdesign |
| 2018 | Matkriget              | Johanna Emanuelsson                 | Ragna Wei          | Ung scen/öst                       | Scenografi och kostymdesign |
| 2018 | Lauras Läppar          | Malin Axelsson                      | Malin Axelsson     | Dramaten                           | Scenografi och kostymdesign |
| 2019 | Den sårade divan       | Karin Johannisson                   | Kajsa Isakson      | Dramaten/ Folkteatern Gävleborg    | Scenografi och kostymdesign |
| 2020 | Mr Venus               | Rachilde Bearbetning Malin Axelsson | Malin Axelsson     | Folkteatern Göteborg               | Scenografi och kostymdesign |
| 2021 | I väntan på entré      | Lotta Olsson                        | Hans Marklund      | Kulturhuset Stadsteatern           | Scenografi och kostymdesign |
| 2021 | Jenny Lind             | Rikard Bergqvist                    | Rikard Bergqvist   | Kulturhuset Stadsteatern           | Scenografi och kostymdesign |

## Filmografi (i urval)

### Scenografioch kostym samt maskdesign
- 2008 – Fishy - Regi Maria Blom[22][23]

### Kostym
- 1999 – ”Passa Micken”, The Latin Kings
- 2000 – ”Let your body decide”, The Ark
- 2006 – ”Party with my pain”, Johnossi
- 2007 – ”Insanity”, Darin
- 2008 – ”18 karat Gold”, Johnossi

## Utställningar
- 2011 – Äntligen fredag på Spritmuseum i Stockholm[24]